# Catedral de San Patricio (Kokstad)
La Catedral de San Patricio o simplemente Catedral de Kokstad (en inglés: St. Patrick’s Cathedral) es el nombre que recibe un edificio religioso de la iglesia católica que se encuentra ubicado en la calle 107 Hope de la localidad de Kokstad en la provincia de Kwazulu-Natal en Sudáfrica. Esta bajo la responsabilidad pastoral del obispo Zolile Peter Mpambani.
El templo sigue el rito romano o latino y funciona como la sede de la diócesis de Kokstad (Dioecesis Kokstadensis) que fue creada en 1951 con la bula Suprema Nobis del papa Pío XII.
Su historia se remonta a septiembre de 1884 cuando la primera iglesia católica fue construida en ese lugar gracias al trabajo de los soldados de la Cape Mounted Rifles. 4 años más tarde se incorporó una escuela. En 1924 las monjas de la Santa Cruz impulsaron la construcción de la actual catedral.

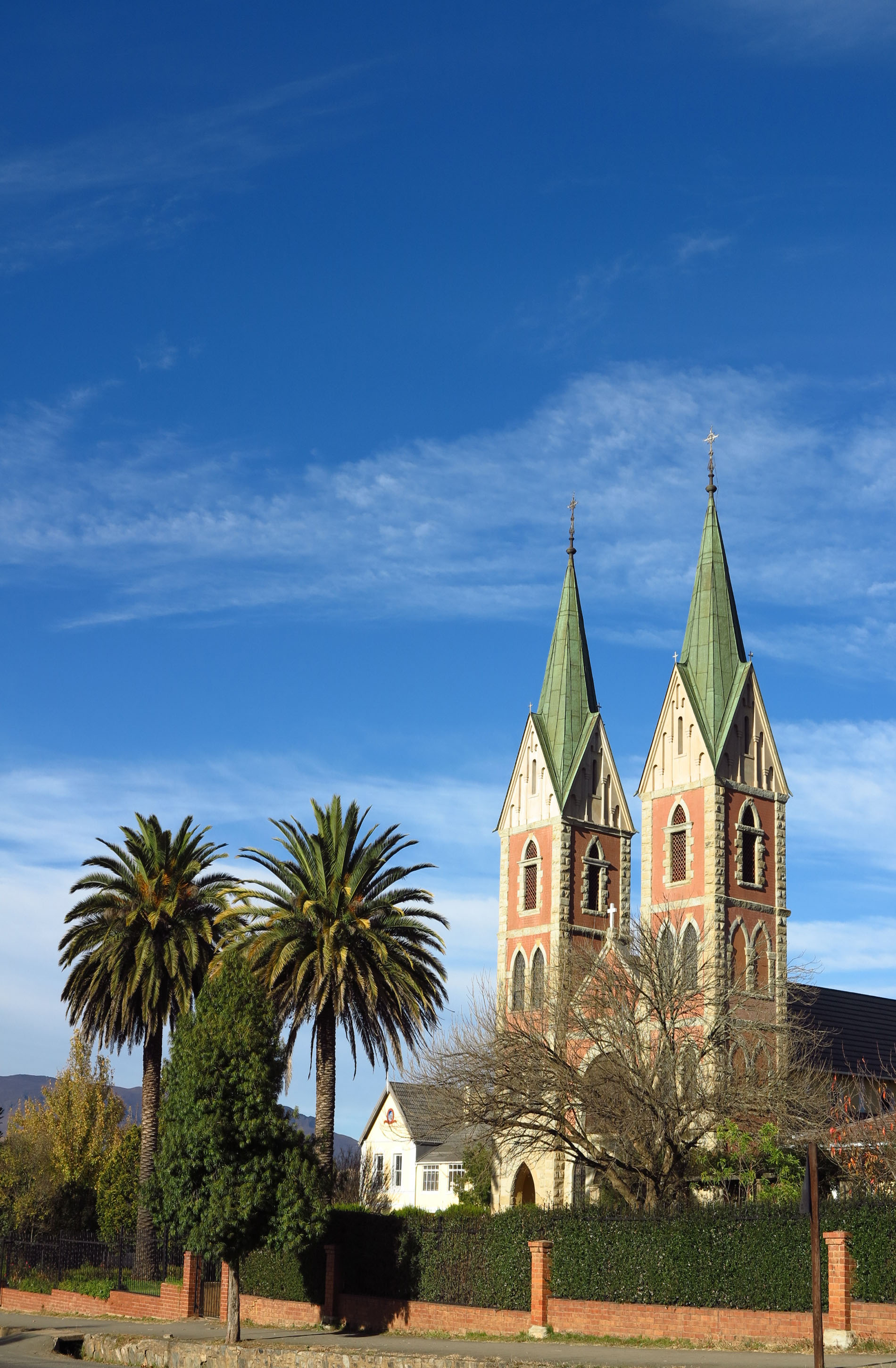
Otra vista de la catedral